# Cristalloterapia

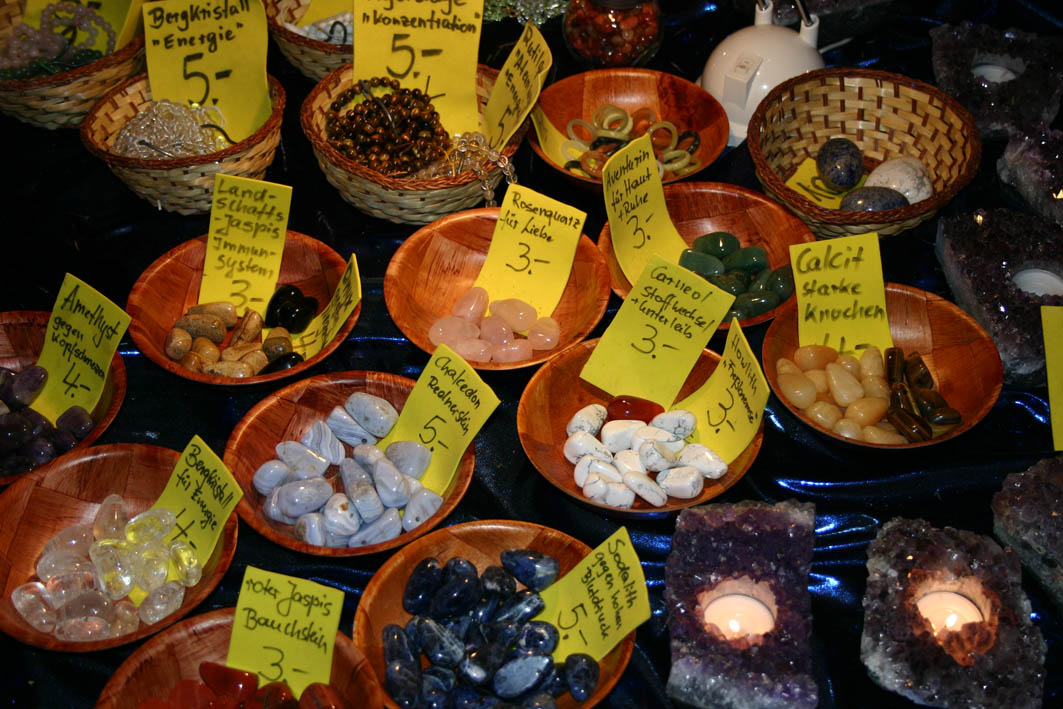
Pietre varie usate nella cristalloterapia

La cristalloterapia è una pratica di medicina alternativa, che si prefigge di eliminare disfunzioni o malesseri mediante la collocazione di minerali su determinati punti del corpo.
Secondo i sostenitori di questa pratica, ogni cristallo avrebbe una sorta di "campo energetico" proprio ed avrebbe la capacità di entrare in contatto con ogni forma vivente del regno animale. Il cristallo opererebbe nel corpo umano sui piani definiti come "fisico-emotivo-mentale" e spirituale, riportando "l'equilibrio" e "l'armonia". 
Non esiste alcuna prova scientifica di tali affermazioni. La stessa espressione campo energetico, come intesa dalla cristalloterapia, è priva di qualsiasi significato o riscontro; soprattutto, non esiste alcuna prova di efficacia o utilità clinica del metodo.
Dal mondo classico al Medioevo, le presunte proprietà ed i presunti effetti dei minerali furono oggetto di speculazione filosofica e alchemica. Alle pietre era attribuito un preciso influsso terapeutico, specifico per ciascuna patologia, come affermato ad esempio nella Naturalis historia di Plinio o dal trattato Sulle rocce di Teofrasto.

## La scelta del cristallo
Secondo chi propone queste pratiche, ogni cristallo avrebbe presunti "effetti". Il cristallo, acquistato o trovato in natura, potrebbe essere scelto anche basandosi sull'intuito e sulle sensazioni ed emozioni ricevute dal contatto col minerale.

## Applicazione
I cristalli verrebbero usati soprattutto per presunti scopi "terapeutici e spirituali" e per "ricaricare" la presunta aura dell'organismo, un "campo energetico" che, secondo le credenze New Age, circonderebbe gli esseri viventi. 
Per il presunto utilizzo "terapeutico" vengono adottati metodi differenti:
- contatto: l'operatore tiene la pietra in mano e la passa sulle parti del corpo da trattare;
- amuleto: portare con sé il minerale (in tasca, come ciondolo o braccialetto) nella vita quotidiana;

- meditazione: in gruppo o da soli, con il cristallo addosso o in mano, ci si concentra sul disturbo, tentando di ristabilire "l'armonia nell'animo";
- elisir: il minerale viene immerso in una caraffa o in un bicchiere pieno d'acqua e in seguito si beve "l'elisir", che si sarebbe caricato delle presunte "energie" associate alla pietra; questa pratica può esporre a rischi di intossicazione, a seconda dell'eventuale tossicità del soluto minerale passato nel liquido.

I sostenitori della cristalloterapia credono anche nell'esistenza di altre ipotetiche applicazioni delle pietre, come la cura a distanza e la cura dell'aura.

## Presunte proprietà dei vari cristalli
Vari cristalli produrrebbero presunti effetti diversi; ad esempio:
- per l'insonnia: sarebbe indicata la malachite, perché scioglierebbe le tensioni, diffondendo calma e serenità;
- per le donne in gravidanza: la fluorite favorirebbe il trasferimento di "energie benefiche" della madre al figlio;
- per i disturbi del fegato: il diaspro tigrato e leopardato diminuirebbe i dolori epatici;
- per l'ansia: l'agata di Botswana dovrebbe far cessare il panico;
- per rilassare: la sodalite servirebbe per conciliare il sonno e rilassare corpo e mente;
- per il mal di testa: l'ametista aiuterebbe a far passare le emicranie.

## Critiche e controindicazioni
La cristalloterapia non ha alcun fondamento scientifico e, come per altre forme di medicina alternativa, il principale pericolo di questi trattamenti proviene dalla possibilità che chi soffre di determinate patologie trascuri terapie di comprovata efficacia, per affidarsi a pratiche alternative pseudoscientifiche.
La cristalloterapia non ha mai superato prove volte a dimostrarne l'efficacia. James Randi sottopose un'esperta di cristalli ad un esperimento in diretta televisiva, basato sul metodo del doppio cieco, dimostrando l'assoluta assenza di qualsiasi effetto su un essere umano, che potesse essere attribuito ai cristalli.
In definitiva, eventuali ed ipotetici effetti benefici dei cristalli vanno ricondotti esclusivamente all'effetto placebo.